# LGV Bordeaux - Espagne
La LGV Bordeaux - Espagne est un projet de ligne à grande vitesse qui relierait avant tout Bordeaux à Dax, mais par là-même renforcerait la liaison Madrid/Espagne - Paris/France. Le projet est posé comme une nécessité face au transport de marchandises par camion qui double tous les 7 ans sur l'autoroute Espagne-Bayonne-Bordeaux (~ +10 %/an). Elle s'inscrirait comme un lien entre la LGV Sud Europe Atlantique au nord et l'« Y basque » (liaison Vitoria-Gasteiz-Bilbao/Saint-Sébastien) au sud.
Il s'inscrit dans le Grand projet ferroviaire du Sud-Ouest.

## Justification du projet
C'est essentiellement pour décharger les autoroutes aquitaines de leurs camions en route vers l'Espagne que ce projet a été lancé : la LGV serait une Ligne mixte TGV/fret. Le trajet Paris - Madrid serait de 6h05 en tenant compte des projets espagnols. A titre de comparaison, la ligne Paris - Barcelone, 6h20 de temps de parcours depuis 2013, a rencontré un an après son lancement un plus grand succès commercial que prévu.

## Gain de temps
Le Grand projet ferroviaire du Sud-Ouest permettra de réduire les temps de parcours ainsi qu'indiqué dans le tableau des meilleurs temps de parcours : 
|                  | Aujourd'hui        | Après le "Y basque" | Après GPSO phase 1 (Bordeaux-Dax/Toulouse) | Après GPSO phase 2 (Dax-frontière) |
| ---------------- | ------------------ | ------------------- | ------------------------------------------ | ---------------------------------- |
| Bordeaux-Bayonne | 1h45               | 1h45                | 1h15                                       | 1h05                               |
| Bordeaux-Bilbao  | 4h30*              | 3h15                | 2h55                                       | 1h55                               |
| Bordeaux-Madrid  | 9h*                | 5h15                | 4h55                                       | 3h55                               |
| Paris-Bayonne    | 3h55               | 3h55                | 3h25                                       | 3h15                               |
| Paris-Madrid     | 9h00 via Barcelone | 7h25                | 7h05                                       | 6h05                               |
| Toulouse-Bayonne | 3h30               | 3h30                | 2h25                                       | 2h15                               |

Les temps de parcours marqués d'une astérisque sont réalisés en car, aucune desserte ferroviaire performante n'existant à ce jour sur ces trajets.
Les trajets avec correspondances ne tiennent pas compte des horaires des trains.

## Tracé de la ligne

Carte des trois options de passage de la future ligne. En vert, la LGV Sud Europe Atlantique. En noir, la ligne actuelle qui pourrait être portée de deux à quatre voies, et l'embranchement vers Pau et Tarbes. En bleu, l'option ouest ; en rouge, l'option est et sa gare nouvelle ; en violet leur tronc commun.

Plusieurs options de tracé avaient été envisagées pour cette LGV, dont la transformation de la ligne actuelle en ligne mixte : la section Bordeaux - Dax est en effet une des plus droites et avec peu de passages à niveaux de France. C'est sur cette ligne que la SNCF a autrefois obtenu plusieurs records du monde de vitesse, notamment en 1955. Mais ce projet se heurte au problème des TER qui circulent également sur cette ligne.
Une seconde option consisterait à adopter un tracé en ligne droite en suivant à peu près l'A63 : ce choix permettrait de réduire légèrement la longueur du trajet. À Urrugne la plaine côtière réduite à cinq kilomètres de largeur, sert de passage à la route de la Corniche, la ligne classique, l'A63, le gazoduc franco-espagnol, deux lignes électriques à très haute tension, auxquels s'ajoutera vraisemblablement à terme une déviation routière de Saint-Jean-de-Luz. Un lambda suggère un tunnel d'une quinzaine de kilomètres suivant la ligne de relief qui longe la plaine côtière entre Saint-Pée-sur-Nivelle et Biriatou.
L'option d'un troisième tracé par l'est des Landes, et par sa capitale, Mont-de-Marsan a été validé et le tracé définitif est donné par RFF. La réalisation de cette branche de LGV, initialement prévue pour 2020 puis 2030, a été reportée pour une « plus longue échéance ». Le tracé par Mont-de-Marsan se justifie essentiellement par le  tronc commun de quelques dizaines de kilomètres avec la LGV Bordeaux - Toulouse. Cela permettra la réalisation d'un triangle à Captieux, de façon à ajouter aux axes Bordeaux - Espagne et Bordeaux - Toulouse un troisième axe Toulouse - Espagne. Ce tracé par l'est des Landes a été promu par Henri Emmanuelli, président du conseil général des Landes, soucieux de désenclaver Mont-de-Marsan, qui est à l'écart du réseau ferré actuel (il est prévu la réalisation d'une gare à proximité de l'A65, et de la ligne ferrée vers Roquefort, actuellement dévolue au fret, et qui sera modernisée pour permettre une liaison rapide vers la gare montoise actuelle, et plus loin vers Morcenx.
L'autre promoteur de ce tracé est Alain Rousset, président de la Région Aquitaine, ancien maire de Pessac qui n'aura ainsi pas à supporter le trafic TGV.
Enfin, outre la nouvelle gare TGV de Mont-de-Marsan, il y aura également deux nouvelles gares pour les TER 200 (train régionaux qui rouleront à 200 km/h), dont une à Captieux, et l'autre à Saint-Geours-de-Maremne, dans le sud des Landes, où une grande zone d'activité logistique est en développement, au contact immédiat de l'A63, la RN10 (transformée en RD810 au sud et en A63 au nord) et la RN124 (devenue RD824).
Au Pays Basque, il n'y aura pas de nouvelle gare TGV, ceux qui desserviront Bayonne quitteront la ligne nouvelle à Labenne, et certains la rejoindront à Mouguerre, les autres suivront la ligne actuelle. En revanche, on assistera à la création de 2 nouvelles haltes TER Aquitaine, l'une à Mousserolles, c'est-à-dire à la bifurcation des lignes vers Saint-Jean-Pied-de-Port, vers Pau et le raccordement à la ligne nouvelle, et vers Hendaye. L'autre arrêt sera à côté de l'échangeur autoroutier de Bayonne-Sud, porte d'entrée principale de l'agglomération depuis le Pays Basque intérieur et la vallée de la Nive.[réf. nécessaire]
Au Pays-Basque, la ligne devrait être à terme connectée avec le Y basque.

## Historique
- 2002-2003 : études préalables sur l'opportunité du projet
- 18 décembre 2003 : projet retenu par le comité interministériel d’aménagement et de développement du territoire
- 7 juin — 25 novembre 2005 : débat public
- 13 avril 2006 : décision de Réseau ferré de France de poursuivre les études
- 11 janvier 2010 : RFF dévoile le fuseau de 1 000 mètres définissant la quasi-totalité des lignes Bordeaux-Toulouse et Bordeaux-Espagne[8]
- 30 mars 2012 : validation par le ministère des Transports de la future ligne à grande vitesse[9]
- 14 octobre 2014 : ouverture des enquêtes publiques[10]
- 2 juin 2016 : déclaration d’utilité publique par décret[11] publié au Journal officiel le 5 juin.
  - 29 juin 2017 : annulation de la déclaration d’utilité publique de la section Bordeaux-Saint-Jean - Saint-Médard d'Eyrans par le tribunal administratif de Bordeaux[12].
- 2 février 2018 : le rapport du Conseil d’orientation des infrastructures juge le projet prioritaire, et propose un phasage et un report à l’horizon 2027 dans le cas le plus favorable.
- 17 octobre 2019 : l'ensemble du projet initial est de nouveau en route avec le rétablissement de la section Bordeaux-Saint-Jean - Saint-Médard d'Eyrans dans la DUP par la cour d'appel administrative de Bordeaux[13].
- 24 décembre 2019 : promulgation de la loi d'orientation des mobilités, permettant la création de sociétés de projet pour le financement de la ligne[14].
- 2 mars 2022 : la société du Grand Projet du Sud Ouest (regroupant les LGV Bordeaux-Toulouse et Bordeaux-Espagne) est créée[15].

## Opposition au projet
Un référendum local a été organisé dans quelques villes (Biriatou, Arcangues et Saint-Pée-sur-Nivelle). 85 % des votants ont exprimé leur opposition à ce projet. Toutefois, cette opposition est considérée comme égoïste par l'ancien maire d'Anglet, Alain Lamassoure. En juin 2023, une manifestation a lieu en Gironde contre le projet.